# 찰스 맥아더
찰스 맥아더(영어: Charles MacArthur)는 미국의 극작가이다. 벤 헥트와 협업을 통해 희곡 제1면(The Front Page, 특종 기사)등의 여러 작품을 만든 것으로 유명하다.
1985년 목사 아버지 밑에서 태어났다. 동생 존 도널드 맥아더는 미국에서 몇 손가락 안에 꼽는 자산가가 되었다.
1928년 헬렌 헤이스와 재혼하여 1937년생 아들 제임스 맥아더를 입양하였다.